# Atropates
Atropates (hacia 370 a. C.-después del 321 a. C.), fue un noble persa, sátrapa de Media, que tuvo un rol importante en la restauración del zoroastrismo tras la invasión y persecuciones de Alejandro Magno.

## Contexto histórico
Nada se conoce de los inicios de Atropates (Âtarepâta en persa), pero es seguro que sus padres fueron zoroastrianos. Esto se deduce por su nombre, cuyo significado es «guardián del fuego», y es el mismo nombre de uno de los hijos del legendario profeta Zaratustra. La familia de Atropates debía ser rica e influyente porque su hijo era sátrapa de Media.
Atropates fue uno de los generales persas en la Batalla de Gaugamela. Como sátrapa de Media, comandaba uno de los contingentes más importantes del ejército de Darío III. La batalla, que fue librada el 1 de octubre del 331 a. C., acabó con victoria macedonia. El Imperio Aqueménida fue ya incapaz de recuperarse, quedando en manos del rey Alejandro Magno.
Durante ese invierno, Atropates ofreció hospitalidad al rey en la capital de su satrapía, Ecbatana. Darío trató de reclutar un nuevo ejército, pero éste no estaba aún listo cuando Alejandro, que ya había saqueado Persépolis, se acercaba al rey en junio del 330 a. C. El rey huyó al este y posteriormente fue asesinado por Besos.

## Hombre de confianza de Alejandro
Atropates se rindió al invasor y fue renombrado sátrapa. Alejandro quería ganarse a la población nativa con este tipo de acciones. Otros persas como Maceo y Artabazo II recibieron también cargos importantes en el nuevo imperio.
Ecbatana era el puente entre Mesopotamia y el Mediterráneo y las satrapías del este, o sea que Alejandro necesitaba a un hombre de confianza en Media si quería hacer campaña en el este. Atropates fue leal y persona de fiar. Cuando el general de Alejandro Parmenión fue asesinado en Ecbatana, Atropates fue capaz de mantener el orden en la región. Y en el 324 a. C., arrestó a un hombre llamado Bariaxes, quien había reivindicado ser rey de los medos y los persas, enviándolo a Alejandro cuando visitó la capital religiosa de Persia, Pasargada.
Atropates viajó con Alejandro a Susa, donde su hija se casó con uno de los generales de Alejandro más importantes, Perdicas. En el otoño e invierno del 324 al 323 a. C., consiguió entretener a Alejandro en Ecbatana, y ofreció al rey un destacable regalo en forma de cien mujeres guerreras. Probablemente Alejandro necesitaba un poco de diversión y entretenimiento, ya que su mejor amigo Hefestión, había muerto poco antes de su llegada a la capital de Media.
Medio año después, Alejandro fallecía y los comandantes macedonios se repartían las satrapías en el pacto de Triparadiso, en el 321 a. C. Media fue dividida. La parte sur, que controlaba el camino del oeste al este, fue dada a Pitón, pero la parte norte, que estaba más lejos y carecía de importancia para los macedonios que luchaban por la herencia de Alejandro, permaneció como parte del reino independiente de Atropates. Esto es lo último que sabemos de Atropates de fuentes griegas. Está prácticamente ausente por completo en las historias de las guerras de los Diádocos.

## El período postalejandrino
Pero la tradición zoroastriana nos cuenta la continuación de la historia. Durante el reinado de Alejandro, los seguidores de esta religión fueron perseguidos. Algunos de ellos eran personas leales a Alejandro, como por ejemplo el mismo Atropates, pero otros ofrecieron resistencia.
Según una fuente zoroastriana del siglo III a. C. o siglo IV a. C., Alejandro quemó muchos textos sagrados de la Avesta y comentarios, asesinó a jueces, sacerdotes, magos y gente sabia de Persia seguidores de esta religión. No está totalmente claro qué tipo de textos fueron quemados porque hoy sabemos que la Avesta fue compuesta más tarde. Una hipótesis razonable para todo esto es que los asesinatos resultaron en una pérdida de muchas de las tradiciones orales zoroastrianas y de unos pocos textos.
Después de que el imperio fuera dividido entre los líderes macedonios, Atropates quedó como uno de los líderes nativos. Parece que ofreció un refugio seguro a los zoroastrianos. Según la misma fuente comentada en el párrafo anterior, Atropates fue visto como una especie de poderoso protector de su gente, algo que también se sugiere por el hecho de que su nombre se mantendría vivo en el nombre de su satrapía, la cual fue conocida durante siglos como Media Atropatene o, simplemente Atropatene. Incluso hoy en día, su nombre perdura en el nombre Âzarbayjân, dos provincias al norte de la moderna Irán, Azerbaiyán Oriental y Azerbaiyán Occidental (no confundir con el país del mismo nombre Azerbaiyán).